# Bernhard von Eggeling

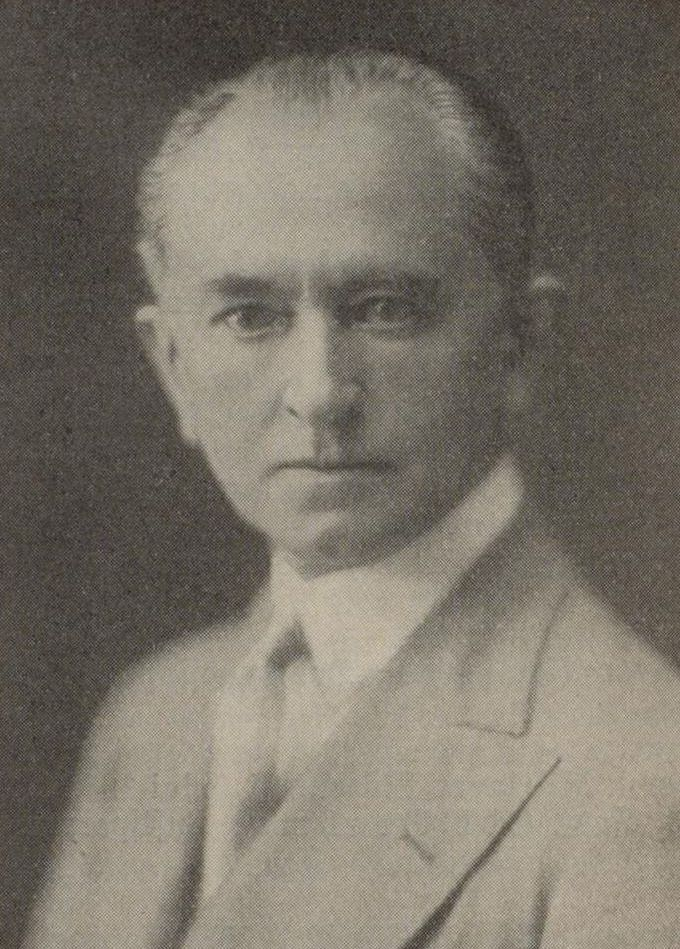
Bernhard von Eggeling, um 1938

Bernhard Friedrich Otto Eggeling, seit 1908 von Eggeling (* 14. Juli 1872 in Meiningen; † 29. August 1949 Blackrock bei Dublin) war ein deutscher Offizier und Militärattaché. 

## Leben
Bernhard war Sohn des Kurators der Universität Jena, Heinrich von Eggeling (1838–1911) und der Charlotte Marie Gertrude Westermann (1844–1919). Er trat um 1890 in die Preußische Armee ein, in der er es schließlich bis zum Oberst und Generalstabsoffizier brachte. 1912 wurde er als Militärattaché an die deutsche Botschaft in Sankt Petersburg entsandt. Als rangmäßig zweithöchster Mitarbeiter der Botschaft nach dem Botschafter Friedrich Pourtalès oblag Eggeling, der auch Russisch sprach, die Pflege der militärpolitischen Beziehungen des Deutschen Reiches zum Russischen Kaiserreich.
Politische Brisanz erhielt Eggelings Tätigkeit in Petersburg während der Julikrise von 1914, die schließlich in den Ausbruch des Ersten Weltkriegs mündete. In den entscheidenden Wochen der Julikrise beobachtete Eggeling unter anderem den Besuch des französischen Staatspräsidenten Raymond Poincaré in Petersburg sowie die russische Mobilmachung zum Jahresende. Diese Vorgänge beschrieb Eggeling 1919 in einer seinerzeit vielgelesenen Broschüre unter dem Titel Die russische Mobilmachung und der Kriegsausbruch.
Während des Krieges wurde Eggeling unter anderem am Kriegsschauplatz im Mittleren Osten eingesetzt, wo er als Chef des Stabes der Deutschen Militärmissionen im Osmanischen Reich wirkte.
1923 heiratete er in zweiter Ehe die Witwe Annemarie Helene Katharina Wernher, die eine Tochter aus erster Ehe hatte.

## Schriften
- Die russische Mobilmachung und der Kriegsausbruch. 1919.
- Die Schicksale der Ural-Eisenindustrie. 1923.